# Abdel Rahman Swar al-Dahab

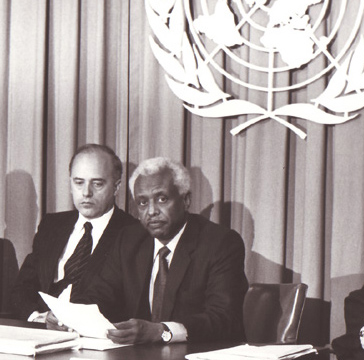

Marechal Abdel Rahman Suwar al-Dahab (também conhecido como Suwar al-Dahab ou al-Dahab, nascido em 1934 - Falecido em Riade,  18 de Outubro de 2018) (em árabe: عبد الرحمن سوار الذهب) foi o presidente do Sudão, de 6 de abril de 1985 a 6 de maio de 1986.

## Biografia
Nascido na cidade de Ondurmã, em 1934, graduou-se na Academia Militar Sudanesa. Ele se tornou uma figura importante quando o ex-presidente Gaafar Nimeiry nomeou-o Chefe do Estado Maior, e depois Ministro da Defesa e comandante-geral das forças armadas em 1984. Faleceu a 18 de Outubro de 2018 em Riade, Arábia Saudita.
Em 1985, lançou um golpe para derrubar o presidente Gaafar Nimeiry fazendo com que se tornasse o presidente do Conselho Militar de Transição. Após as eleições, entregou o poder ao governo de Sadiq al-Mahdi, em 1986.